# Paul Chambers (músico)
Paul Lawrence Dunbar Chambers, Jr. (Pittsburgh, Pensilvania; 22 de abril de 1935-Nueva York, 4 de enero de 1969) fue un contrabajista estadounidense de jazz cultivador del hard bop, especialmente exitoso entre 1955 y 1965 y reconocido como uno de los primeros músicos de jazz en ejecutar solos creativos con el bajo con la técnica de pizzicato y el arco. Chambers trabajó junto a músicos como Miles Davis, Sonny Rollins, John Coltrane, Cannonball Adderley, Donald Byrd, Bud Powell y Freddie Hubbard.

## Biografía
Se crio en Detroit, Míchigan tras la muerte de su madre. Comenzó a tocar con algunos de sus compañeros de clase siendo el bombardino barítono su primer instrumento. Más tarde tocó a la tuba y se pasó definitivamente al contrabajo en 1949. Su formación formal como contrabajista empezó en 1952 cuando comenzó a tomar clases con el contrabajista de la Orquesta Sinfónica de Detroit, mientras tocaba por su cuenta en la llamada Detroit String Band, que era un ensayo de orquesta sinfónica. Estudió también en el Cass Technical High School desde 1952 hasta 1955 formando parte de la sinfónica de este y de varios otros grupos —tocando en uno de ellos el saxofón barítono—. Por esas fechas fue invitado a viajar a Nueva York por el saxofonista Paul Quinichette.
Entre 1954 y 1955 adquirió un gran prestigio al tocar con músicos como Benny Green, Quinichette, George Wallington, J. J. Johnson o Kai Winding. En 1955 entró a formar parte del quinteto de Miles Davis, donde se mantendría hasta 1963 y donde grabó álbumes para la historia como Kind of Blue. Una de las interpretaciones más famosas de Chambers se encuentra en la primera pista de este: «So What», que comienza con un breve dúo entre Chambers y el pianista Bill Evans. Las sesiones de Kind of Blue fueron de una gran dificultad para los músicos, y las líneas de Chambers están consideras como unas de las más pensadas y elaboradas de la historia del jazz.

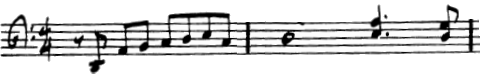
Motivo de So What

Entre 1963 y 1968 Chambers tocó en el trío de Wynton Kelly y apareció frecuentemente acompañando a otras grandes figuras del jazz. 

### Muerte
A lo largo de su vida Paul Chambers desarrolló adicciones al alcohol y la heroína. El 4 de enero de 1969 murió de tuberculosis complicada a los 33 años de edad.

## Influencia
Los bajistas de jazz estuvieron muy limitados por su componente rítmico y por seguir a la batería hasta finales de los años 30, cuando Jimmy Blanton, bajista de Duke Ellington, cambió la forma de entender el rol del contrabajo dotándolo de una mayor variedad tanto melódica como rítmica nunca vista hasta el momento. Con 15 años, Chambers empezó a escuchar a Charlie Parker y a Bud Powell, que serían sus primeras influencias en el jazz. Oscar Pettiford y Ray Brown fueron los primeros bajistas que Chambers admiró. También lo serían Percy Heath, Milt Hinton y Wendell Marshall por su trabajo rítmico, y Charles Mingus y George Duvivier por su destreza técnica y por sus esfuerzos por ampliar el ámbito de aplicación del bajo en el jazz. Blanton sería su favorito.
Paul Chambers está considerado como uno de los mejores bajistas de jazz de la historia y aún hoy sus líneas de acompañamiento y sus solos tiene una fuerte influencia en el jazz actual. Destaca su etapa junto a Miles Davis donde alcanzó su culmen interpretativo tanto en el aspecto melódico como en el rítmico y donde destacan líneas como las de «So What» o «Milestones». Cabe reseñar su interpretación en Blue Train de John Coltrane o sus solos de «The Tale of the Fingers» de su álbum 'Whims of Chambers' y de «The Lion and the Wolff» de Lee Morgan.

## Discografía

### Como líder/colíder
- Chambers' Music (Aladdin Records, 1956)
- Whims Of Chambers (Blue Note, 1956)
- Paul Chambers Quintet (Blue Note, 1957)
- Bass on Top (Blue Note, 1957)
- Go (Vee-Jay, 1959)
- High Step (Blue Note, 1956) (con John Coltrane)
- The East/West Controversy (Xanadu, 1957) (con Hampton Hawes)
- We Three (Prestige/New Jazz, 1958) (con Roy Haynes y Phineas Newborn)
- Ease It (Charly/Affinity, 1959) (con Cannonball Adderley)
- Just Friends (Charly/Le Jazz, 1959) (con Cannonball Adderley)
- 1st Bassman (Vee-Jay, 1960)

### Como acompañante
Cannonball Adderley
- Julian "Cannonball" Adderley (EmArcy, 1955)
- Cannonball Adderley Quintet in Chicago (Mercury, 1959)
- Cannonball Takes Charge (Riverside, 1959)

Nat Adderley
- Introducing Nat Adderley (Mercury/Wing, 1955); reissued as
- Them Adderleys]] (Limelight, 1966)
- Naturally! (Jazzland]], 1961)

Toshiko Akiyoshi
- The Toshiko Trio (Storyville, 1956)
- Toshiko Mariano and her Big Band (Vee-Jay, 1964)

Lorez Alexandria
- Alexandria the Great (Impulse!, 1964)

Chet Baker
- Chet (Riverside, 1959)

Tina Brooks
- Back To The Tracks (Blue Note, 1960)

Kenny Burrell
- Jazzmen of Detroit con Kenny Burrell, Tommy Flanagan, Pepper Adams, Kenny Clarke (1956; Savoy Records)
- Introducing Kenny Burrell (Blue Note, 1956)
- John Jenkins with Kenny Burrell (Blue Note, 1957)
- Kenny Burrell and John Coltrane (Prestige, 1958)

Donald Byrd
- Motor City Scene (Bethlehem, 1960)

Sonny Clark
- Sonny's Crib (Blue Note, 1957)
- Sonny Clark Trio (Blue Note, 1957)
- Cool Struttin' (Blue Note, 1958)
- Blues In The Night (Blue Note, 1958)
- My Conception (Blue Note, 1959)

Jimmy Cleveland
- Introducing Jimmy Cleveland And His All Stars (EmArcy, 1955)

John Coltrane
- Blue Train (Blue Note, 1957)
- Coltrane (Prestige, 1957)
- Bahia (Prestige, 1958)
- Black Pearls (Prestige, 1958)
- Lush Life (Prestige, 1958)
- Settin' The Pace (Prestige, 1958)
- Traneing In (Prestige, 1958)
- Soultrane (Prestige, 1958)
- Stardust (Prestige, 1958)
- The Believer (Prestige, 1958)
- The Last Trane (Prestige, 1958)
- (con Milt Jackson) Bags and Trane (Atlantic, 1960)
- Giant Steps (Atlantic, 1960)
- (con Cannonbal Adderley Cannonball and Coltrane (Phillips, 1965)

Miles Davis
- Miles (Prestige, 1955)
- 'Round About Midnight (Columbia, 1955)
- Cookin' (Prestige, 1956)
- Relaxin' (Prestige, 1956)
- Steamin' (Prestige, 1956)
- Workin' (Prestige, 1956)
- Collectors' Items (Prestige, 1956)
- Miles Ahead (Columbia, 1957)
- Milestones (Columbia, 1958)
- Porgy and Bess (Columbia, 1958)
- Kind of Blue (Columbia, 1959)
- Sketches of Spain (Columbia, 1960)
- Someday My Prince Will Come (Columbia, 1961)
- In Person Friday and Saturday Nights at the Blackhawk, Complete (1961)
- Quiet Nights (Columbia, 1962)

Kenny Dorham
- Blue Spring (Riverside, 1959)
- Quiet Kenny (Prestige, 1959)
- Whistle Stop (Blue Note, 1961)

Kenny Drew
- Kenny Drew Trio (Riverside, 1956)

Bill Evans
- On Green Dolphin Street (Riverside, 1959)

Gil Evans
- Gil Evans & Ten (Prestige, 1957)
- The Complete Pacific Jazz Sessions (Pacific Jazz, 1958)
- The Individualism of Gil Evans (Verve, 1964)

Curtis Fuller
- Curtis Fuller with Red Garland (Prestige, 1957)
- The Opener (Blue Note, 1957)
- Curtis Fuller Jazztette with Benny Golson (Savoy, 1959)

Red Garland
- A Garland of Red (Prestige, 1956)
- Groovy (Prestige, 1957)
- Red Garland Revisited! (Prestige, 1957)
- Red Garland's Piano (Prestige, 1957)
- P.C. Blues (Prestige, 1957)
- Dig It! (Prestige, 1958)
- Can't See For Lookin' (Prestige, 1958)
- It's a Blue World (Prestige, 1958)
- Manteca (Prestige, 1958)
- All Kinds of Weather]] (Prestige, 1959)
- Red in Bluesville (Prestige, 1959)

Dexter Gordon
- Dexter Calling (Blue Note, 1961)

Benny Golson
- Benny Golson's New York Scene (Contemporary, 1957)
- The Modern Touch (Riverside, 1958)
- Groovin' With Golson (Prestige, 1959)
- Turning Point (Mercury, 1962)

Bennie Green
- Bennie Green Blows His Horn (Prestige, 1955)
- The 45 Session (Blue Note, 1958)
- Glidin' Along (Jazzland, 1961)

Grant Green
- First Session (Blue Note, 1960)

Johnny Griffin
- A Blowing Session (Blue Note, 1957)
- The Congregation (Blue Note, 1957)

Herbie Hancock
- Inventions and Dimensions (Blue Note, 1963)

Barry Harris
- Bull's Eye (Fantasy, 1968)

Joe Henderson
- Four (Verve, 1968)
- Straight, No Chaser (Verve, 1968)

Freddie Hubbard
- Here to Stay (Blue Note, 1962)

Milt "Bags" Jackson
- Bags and Trane con John Coltrane (Atlantic, 1960)
- Statements (Impulse!, 1961)

John Jenkins
- John Jenkins with Kenny Burrell (Blue Note, 1957)

J. J. Johnson
- The Eminent Jay Jay Johnson Volume 2 (Blue Note, 1955)
- Trombone For 2 (con Kai Winding) (Columbia, 1955)
- The Great Kai & J. J. (con Kai Winding)(Impulse!, 1960)

Philly Joe Jones
- Philly Joe's Beat (Atlantic, 1960)
- Philly Joe Jones & Elvin Jones Together! (Atlantic, 1964)

Clifford Jordan
- Cliff Jordan (Blue Note, 1957)

Wynton Kelly
- Piano (Riverside, 1958)
- Kelly Blue (Riverside, 1959)
- Kelly at Midnight (Vee-Jay, 1960)
- Kelly Great (Vee-Jay, 1960)
- Wynton Kelly! (Vee-Jay, 1961)
- Comin' in the Back Door (Verve, 1963)

Abbey Lincoln
- That's Him (Riverside, 1957)

Jackie McLean
- McLean's Scene (Prestige/New Jazz, 1957)
- Jackie's Bag (Blue Note, 1959)
- New Soil (Blue Note, 1959)
- Capuchin Swing (Blue Note, 1960)

Blue Mitchell
- Out of the Blue (Riverside, 1958)

Hank Mobley
- Tenor Conclave (Prestige, 1956)
- Peckin' Time (Blue Note, 1958)
- Roll Call (Blue Note, 1960)
- Soul Station (Blue Note, 1960)
- Workout (Blue Note, 1961)
- Another Workout (Blue Note, 1961)
- The Turnaround (Blue Note, 1965)

Thelonious Monk
- Brilliant Corners (Riverside, 1956)

Lee Morgan
- Lee Morgan Sextet (Blue Note, 1956)
- Lee Morgan Vol. 3 (Blue Note, 1957)
- City Lights (Blue Note, 1957)
- The Cooker (Blue Note, 1957)
- Lee-Way (Blue Note, 1960)
- Here's Lee Morgan (Vee-Jay, 1960)
- Charisma (Blue Note, 1966)
- The Rajah (Blue Note, 1966)

Wes Montgomery
- Full House (Riverside, 1962)
- Smokin' at the Half Note (Verve, 1965)
- Willow Weep for Me (Verve, 1969)

Oliver Nelson
- The Blues and the Abstract Truth (Impulse!, 1961)

Phineas Newborn, Jr.
- We Three (New Jazz, 1958)
- A World of Piano (Contemporary, 1961)

Art Pepper
- Art Pepper Meets the Rhythm Section (Contemporary, 1957)
- Gettin' Together (Contemporary, 1960)

Bud Powell
- Bud! The Amazing Bud Powell (Vol. 3) (Blue Note, 1957)
- The Scene Changes: The Amazing Bud Powell (Vol. 5) (Blue Note, 1958)

Ike Quebec
- Blue And Sentimental (Blue Note, 1961)

Sonny Red
- Out of the Blue (Blue Note, 1960)

Freddie Redd
- Shades of Redd (Blue Note, 1960)
- Redd's Blues (Blue Note, 1961)

Sonny Rollins
- Tenor Madness (Prestige, 1956)
- Sonny Rollins: Volume 2 (Blue Note, 1957)
- Sound of Sonny (Riverside, 1957)

Louis Smith
- Smithville (Blue Note, 1958)

Frank Strozier
- Fantastic (Koch Jazz, 1960)

Art Taylor
- A.T.'s Delight (Blue Note, 1960)

Clark Terry
- Serenade to a Bus Seat (Riverside, 1957)

Kai Winding
- The Trombone Sound (Columbia, 1955)
- Trombone For 2 con J. J. Johnson (Columbia, 1955)
- The Great Kai & J. J. con J. J. Johnson (Impulse!, 1960)

- Datos: Q541659